# Patrick Risch
Patrick Risch (* 27. September 1968 in Eschen) ist ein liechtensteinischer Politiker (FL) und Menschenrechtsaktivist. Seit 2025 ist er stellvertretender Abgeordneter des liechtensteinischen Landtages. Zuvor war er dort bereits von 2013 bis 2017 stellvertretender Abgeordneter und von 2017 bis 2025 Abgeordneter.

## Biografie
Risch wuchs auf einem Bauernhof in Schellenberg mit fünf Geschwistern auf. Er besuchte die Primarschule in Schellenberg und die Oberschule in Eschen. Danach absolvierte er eine Berufslehre als Konditor-Confiseur und wurde anschliessend im Ausland tätig. 1997 kehrte er nach Liechtenstein zurück und gründete mit seiner Schwester eine Buchhandlung. Ein paar Jahre später wurde er zusätzlich als selbstständiger Informatiker tätig. 
In den 1990er war er Gründungsmitglied des Vereins FLay und engagierte sich mit diesem für die Gleichstellung von Homosexuellen. Er amtierte lange Jahre als Präsident des Vereins. In dieser Funktion folgte ihm Daniel F. Seger nach.
Bei der Landtagswahl in Liechtenstein 2009 kandidierte Risch erstmals für die Freie Liste für einen Sitz im Landtag des Fürstentums Liechtenstein, konnte jedoch kein Mandat erreichen. 2011 wurde er in den Gemeinderat von Schellenberg gewählt. Daneben wurde Risch bei der Landtagswahl in Liechtenstein 2013 zum stellvertretenden Abgeordneten gewählt. 2015 wurde er als Gemeinderat in Schellenberg bestätigt. Bei der Landtagswahl in Liechtenstein 2017 erfolgte seine Wahl zum Abgeordneten. 2019 wurde er erneut als Gemeinderat in Schellenberg bestätigt. Bei der nächsten Gemeinderatswahl 2023 trat Risch nicht an, sondern kandidierte für das Amt des Vorstehers, unterlag jedoch Dietmar Lampert von der Vaterländischen Union. Bei der Landtagswahl in Liechtenstein 2025 wurde er zum stellvertretenden Abgeordneten gewählt.
Risch ist einer der Unterzeichner der Motion zur Öffnung der Ehe für alle.
Er lebt in eingetragener Partnerschaft.